# Македон (газовое месторождение)
Македон, WA-12-R (англ. Macedon) — газовое месторождение на западе Австралии. Открыто в 1992 году.
Месторождение Македон разрабатывает BHP Billiton, которая владеет 71,43 %, совместно с американской компании «Apache Energy Corp.» (28,57) %.